# Geodia depressa
Geodia depressa är en svampdjursart som beskrevs av James Scott Bowerbank 1873. Geodia depressa ingår i släktet Geodia och familjen Geodiidae. Inga underarter finns listade i Catalogue of Life.